# Салмоней (пьеса)
«Салмоней» (др.-греч. Σαλμωνεύς) — сатировская драма древнегреческого драматурга V века до н. э. Софокла, текст которой утрачен за исключением нескольких отрывков (фрг. 537—541a Radt).
Центральный персонаж пьесы — герой мифов элидского цикла Салмоней, который возомнил себя Зевсом и был убит за это молнией. Детали сюжета остаются неясными: в частности, неизвестно, какую роль в действии играли сатиры.